# Pyrosulfate

Structure de l'anion disulfate.

Un pyrosulfate, ou disulfate selon la dénomination recommandée par l'IUPAC, est un composé chimique inorganique contenant l'anion de formule brute S2O72−. Sa structure est semblable à celle de l'ion dichromate Cr2O72−, pouvant être décrite comme deux tétraèdres unis par un sommet en partageant un atome d'oxygène. Le soufre y est à l'état d'oxydation +6.
L'anion disulfate est la base conjuguée de l'anion hydrogénodisulfate HS2O7−, lui-même base conjuguée de l'acide disulfurique H2S2O7.